# I May Hate Myself in the Morning
«I May Hate Myself in the Morning» — песня американской кантри-певицы Ли Энн Вумэк, вышедшая в марте 2005 года в качестве лид-сингла с её шестого студийного альбома There's More Where That Came From (2005). Авторами песни выступил Тиа Силлерс (Odie Blackmon), а продюсером был Byron Gallimore.
Песня получила несколько номинаций, включая ACM Awards и награду Country Music Association Awards CMA Awards в престижной категории «Лучший сингл года» (Song of the Year).

## История
Песня получила положительные отзывы музыкальной критики и интернет-изданий: The New York Times, Billboard, Houston Chronicle, Boston Herald.

## Награды и номинации
Источник:
| Награда           | Категория                                | Результат |
| ----------------- | ---------------------------------------- | --------- |
| ACM Awards (2005) | Сингл года (Single Record of the Year)   | Номинация |
| CMA Awards (2005) | Сингл года (Single of the Year)          | Победа    |
| CMA Awards (2005) | Видеоклип года (Music Video of the Year) | Номинация |
| ACM Awards (2006) | Видеоклип года (Music Video of the Year) | Номинация |

## Чарты

### Еженедельные чарты
| Чарт (2004-05)                    | Высшая позиция |
| --------------------------------- | -------------- |
| США (Billboard Hot 100)           | 66             |
| США (Billboard Hot Country Songs) | 10             |

### Итоговые годовые чарты
| Чарт (2005)                   | Позиция |
| ----------------------------- | ------- |
| США Country Songs (Billboard) | 35      |